# Neoteneriffiola xerophila
Neoteneriffiola xerophila  (лат.) — вид хищных тромбидиформных клещей семейства Teneriffiidae из подотряда Prostigmata. Южная Америка: Бразилия, пещеры в штатах Токантинс, Минас-Жерайс и Баия.

## Описание
Микроскопического размера клещи (размеры менее 1 мм): длина от 720 до 800 мкм, ширина — от 585 до 615 мкм. Хелицеры с двумя сетами. Пальпы хватательные с 5 сегментами. Хищнический характер питания был подтверждён в ходе лабораторных экспериментов, во время которых продолжительность их жизни достигала 35 дней. Несколько живых экземпляров Neotenerifﬁola xerophila кормили коллемболами (Collembola, Poduromorpha) и клещами Tyrophagus sp. (Sarcoptiformes: Acaridae) и обыкновенным паутинным клещом (Tetranychus urticae, Prostigmata: Tetranychidae). Хищники N. xerophila вводили свои хелицеры в тело жертвы и высасывали их жидкое содержимое. Во время наблюдений у N. xerophila не было замечено каких-либо антагонистических взаимодействий или каннибализма. Была отмечена чистка ног путём протаскивания их под телом и между сомкнутыми пальпами. Причём, каждая из ног чистилась индивидуально.
Вид Neoteneriffiola xerophila был впервые описан в 2012 году группой бразильских зоологов (Леопольдо Бернарди, Таис Пеллегрини и Родриго Феррейра; Federal University of Lavras UFLA, Минас-Жерайс, Бразилия) и отнесён к роду Neoteneriffiola Hirst, 1924. От сходного африканского вида Neoteneriffiola coineaui отличается расположением щетинок c1 и c2 на спинной стороне тела. Вид был впервые найден в 2009 году и затем позднее ещё примерно в двух десятках различных пещер (известковых и доломитовых) в разных бразильских штатах (Gruta Birititi, Grutadas Urtigas, Grutado Guardião Severino, Lapa da Vereda da Palha, Lapa da Santa Fé и других). Биомы обнаружения: листопадно-редколесная каатинга, саванновая серрадо и атлантические леса.